# (6953) Davepierce
(6953) Davepierce (1986 PC1) – planetoida z grupy pasa głównego asteroid okrążająca Słońce w ciągu 5,5 lat w średniej odległości 3,11 j.a. Odkryta 1 sierpnia 1986 roku.